# Goldmine
Goldmine, es una revista estadounidense que se centra en el mercado de coleccionistas de discos, cintas, CD y recuerdos relacionados con la música,fundada en septiembre de 1974 por Brian Bukantis en Fraser, Míchigan. Cada número incluye artículos de noticias, entrevistas, discografías, historias y reseñas actuales sobre estrellas discográficas del pasado y del presente. Se incluyen discografías que enumeran todos los lanzamientos conocidos. La cobertura incluye rock, blues, soul, americana, folk, new wave, punk y heavy metal. En un momento, su principal competidor fue DISCoveries (con más énfasis en las obras antiguas de la década de 1950), que luego fue comprada por el mismo propietario antes de incorporarse como una publicación única.
La revista fue publicada en papel periódico en formato tabloide. Goldmine se publicó bimestralmente hasta 1977, cuando pasó a ser una publicación mensual. Volvió a tener una frecuencia bimestral a principios de 2022. Su sede está en Nueva York. Entre sus escritores se encuentran Dave Thompson, Harvey Kubernik, Jeff Tamarkin, Ken Sharp, John Curley, John M. Borack, Chris M. Junior, Colin Escott, Gillian G. Gaar, David Nathan, Steve Roeser, Jay Jay French y Debbie Kruger. Ahora lo publica Project M Media.